# キティ・カルザース
ケイトリン・"キティ"・カルザース（Caitlyn "Kitty" Carruthers、1961年5月30日 - ）は、アメリカ出身の女性フィギュアスケート選手。1984年サラエボオリンピックペア銀メダリスト。パートナーは実兄でもあるピーター・カルザース。登録名のキティは愛称。

## 経歴
- 1980レークプラシッドオリンピックに出場し5位となる。
- 1981年から全米フィギュアスケート選手権で4連覇を果たす。
- 1984年サラエボオリンピックで銀メダルを獲得。同年引退。

## 主な戦績
| 大会/年      | 1979-80 | 1980-81 | 1981-82 | 1982-83 | 1983-84 |
| ------------ | ------- | ------- | ------- | ------- | ------- |
| オリンピック | 5       |         |         |         | 2       |
| 世界選手権   | 7       | 5       | 3       | 4       |         |
| 全米選手権   | 2       | 1       | 1       | 1       | 1       |